# Quartier Belvedere Central
Das Quartier Belvedere Central (QBC) ist ein Bauprojekt in dem seit 2013 entstehenden Stadtteil Quartier Belvedere im 10. Wiener Gemeindebezirk Favoriten. Es wird von der UBM Development Österreich GmbH errichtet und wurde 2021 fertiggestellt. Auf einer Bruttogeschoßfläche von 126.000 Quadratmetern stehen Wohn-, Büro-, Geschäfts- und Hotelimmobilien.

## Lage
Das QBC liegt in unmittelbarer Nachbarschaft zum Hauptbahnhof Wien und direkt am Wiedner Gürtel. Gegenüber befindet sich das Schloss Belvedere. Am Quartier Belvedere selbst liegt das QBC in der Mitte zwischen dem „Erste Campus“ und dem The Icon Vienna.

## Geschichte
Auf dem Areal des ehemaligen Südbahnhofs wurde zum einen der Hauptbahnhof Wien errichtet, zum anderen entstehen hier zwei neue Stadtteile, das Quartier Belvedere und das Sonnwendviertel. Im Juni 2015 war die Grundsteinlegung für das erste der insgesamt sechs Baufelder des Quartier Belvedere Centrals. Die Bürogebäude QBC 1 und 2 sollen als Letzte des Komplexes Ende 2020 fertiggestellt werden.

### Beteiligungen
Ursprünglich wurde das Projekt von den Unternehmen Erste Group Immorent, S Immo AG und Strauss & Partner initiiert. Ende 2013 wurde das QBC von Strauss & Partner zunächst als Gesamtverantwortliche für die Entwicklung übernommen. Vereinbarungsgemäß erfolgte Anfang 2015 die Übernahme der ersten beiden Projektgesellschaften. Die restlichen vier Projektgesellschaften wurden von Strauss & Partner (jetzt UBM Development Österreich GmbH) am 24. November 2015 übernommen.

## Architektur
Das QBC besteht aus sechs Baufeldern auf rund 25.000 m² Grundstücksfläche. Auf den Baufeldern ist gemäß Masterplan und Bebauungsplänen eine Bruttogeschoßfläche von rund 130.000 m² für Büros und Geschäftsflächen (insgesamt 80.000 Quadratmeter), zwei Hotels (26.000 Quadratmeter), Wohnungen (24.000 Quadratmeter) und 700 Autostellplätze vorgesehen. Um dem abendlichen Aussterben des Quartiers vorzubeugen, sind Wohnungen, Hotels und Erdgeschoßlokale geplant. Die Architekturbüros (Behnisch, Neumann + Partner, Jabornegg & Pálffy, Rüdiger Lainer + Partner) sind mit der Campus-Planung beauftragt. Eine Arkade soll für die campusartige Atmosphäre sorgen und wiederkehrende Elemente werden die sechs Bauteile verbinden.

## Bauteile
QBC 1 & QBC 2
Auf einer Bruttogeschoßfläche von 44.000 m² entstehen bis Ende 2020 Büros, Gastronomie und Handel.
QBC 3
Auf 9.000 m² Bruttogeschoßfläche entstehen am QBC 3 bis 2017 Büros. Im November 2016 wurde das Baufeld 3 in einem Forward Deal an Union Investment verkauft. In der Erdgeschoßzone sind Restaurants und Geschäfte geplant. Für die ökologische, energetische und soziale Immobilienentwicklung wurden die beiden Bauprojekte QBC 3 und 4 von der DGNB bzw. ÖGNI 2015 mit Platin vorzertifiziert. Beide Bürogebäude haben eine Gemeinschaftsdachterrasse für alle Mieter. Die Grundsteinlegung fand im Juni 2016 statt.
QBC 4
Auf 20.000 m² Bruttogeschoßfläche entstand am Baufeld 4 bis Ende 2017 ein achtstöckiges Bürogebäude, das Anfang 2016 noch vor Baustart von der BDO gekauft und kurz darauf weiterverkauft wurde.
QBC 5
Auf einer Bruttogeschoßfläche von rund 27.300 Quadratmeter entstanden am Baufeld 5 vom Sommer 2015 bis 2017 ein 3-Sterne-Hotel (Ibis) und ein 4-Sterne-Hotel (Novotel) der AccorHotels-Gruppe mit insgesamt 577 Zimmern und einem ca. 1800 m² großen Veranstaltungsbereich mit Ballsaal und Konferenzräumen. Im November 2016 wurde das Baufeld 5 im Zuge eines Forward Deals an einen Fond des französischen Asset-Managers Amundi Real Estate verkauft.
QBC 6.1
Auf 12 Geschoßen entstanden bis 2018 auf diesem Baufeld 135 freifinanzierte Wohnungen und Büros. Im Sockel befinden sich Gewerbeflächen. Im Mai 2018 wurde bekannt, dass das Dr.-Karl-Renner-Institut für 5,6 Millionen Euro rund 1.000 m² Bürofläche im QBC Bauteil 6 erwarb.
QBC 6.2
Auf einer Bruttogeschoßfläche von rd. 7.000 m² wurden „Serviced Apartments“ errichtet, die von JOYN betrieben werden.